# Goatmoon
A Goatmoon finn egyszemélyes nemzetiszocialista black metal projekt. 2002-ben alakult Helsinkiben. Eleinte nyers black metalt játszott, később folk és black metal keverékét. A Goatmoon egyike a legismertebb nemzetiszocialista black metal zenekaroknak. A Satanic Warmasterrel és a Beherittel együtt alkotja a finn "szentségtelen hármast". Annak ellenére, hogy a Goatmoon szövegei a fehérek felsőbbrendűségéről, gyűlöletről és vallásellenességről szólnak, BlackGoat Gravedesecrator elutasítja a "nemzetiszocialista black metal" jelzőt. Ezt azzal indokolja, hogy nem azonosítja szövegeit a nemzetiszocializmussal.
2019-ben a Maryland Deathfest fesztiválon egy biztonsági őr nem engedett be egy fiatal férfit, aki a Goatmoon felvarróját viselte a mellényén, az ideológia miatt. Az incidens kisebb felháborodást váltott ki, mondván, hogy a férfi fizetett a jegyért és nem kéne csak azért elküldeni őt, mert egy együttes nem tetszik a biztonsági őröknek.

## Tagok
- BlackGoat Gravedesecrator – ének, összes hangszer

## Diszkográfia
- Death Before Dishonour (2004)
- Finnish Steel Storm (2007)
- Varjot (2011)
- Voitto tai Valhalla (2014)
- Stella Polaris (2017)
- What Once Was...Shall Be Again (2023)

## Egyéb kiadványok
Demók
- Demo 1 (2002)
- Demo 2 (2002)
- Demo 3 (2002)
- Demo CD-R 1 (2003)
- Demo CD-R 2 (2003)
- Demo 4 (2003)
- Demo 5 (2003)
- Demo 6 (2003)

EP-k
- Goatmoon (2009)
- Tahdon riemuvoitto (2013)